# Dominik Głuchowski
Dominik Głuchowski herbu Radwan – szambelan Stanisława Augusta Poniatowskiego w 1772 roku, podstoli słonimski w 1771 roku, podczaszy słonimski w 1774 roku, cześnik słonimski w 1773 roku, koniuszy słonimski w 1769 roku, starosta pułtaranowski.